# V.
V. ist der 1963 erschienene Debütroman des amerikanischen Schriftstellers Thomas Pynchon (* 1937). Die deutsche Erstausgabe wurde 1968 unter gleichnamigem Titel in der Übersetzung von Dietrich Stössel veröffentlicht.
Dieser Roman gilt als ein wichtiges Werk der amerikanischen Postmoderne, das seinem Verfasser auf Anhieb den Ruf einbrachte, zu den bedeutenden Gegenwartsautoren zu zählen. V. wurde 1964 kurz nach der Erstveröffentlichung mit dem William Faulkner Foundation First Novel Award ausgezeichnet und im selben Jahr ebenso für den National Book Award nominiert.

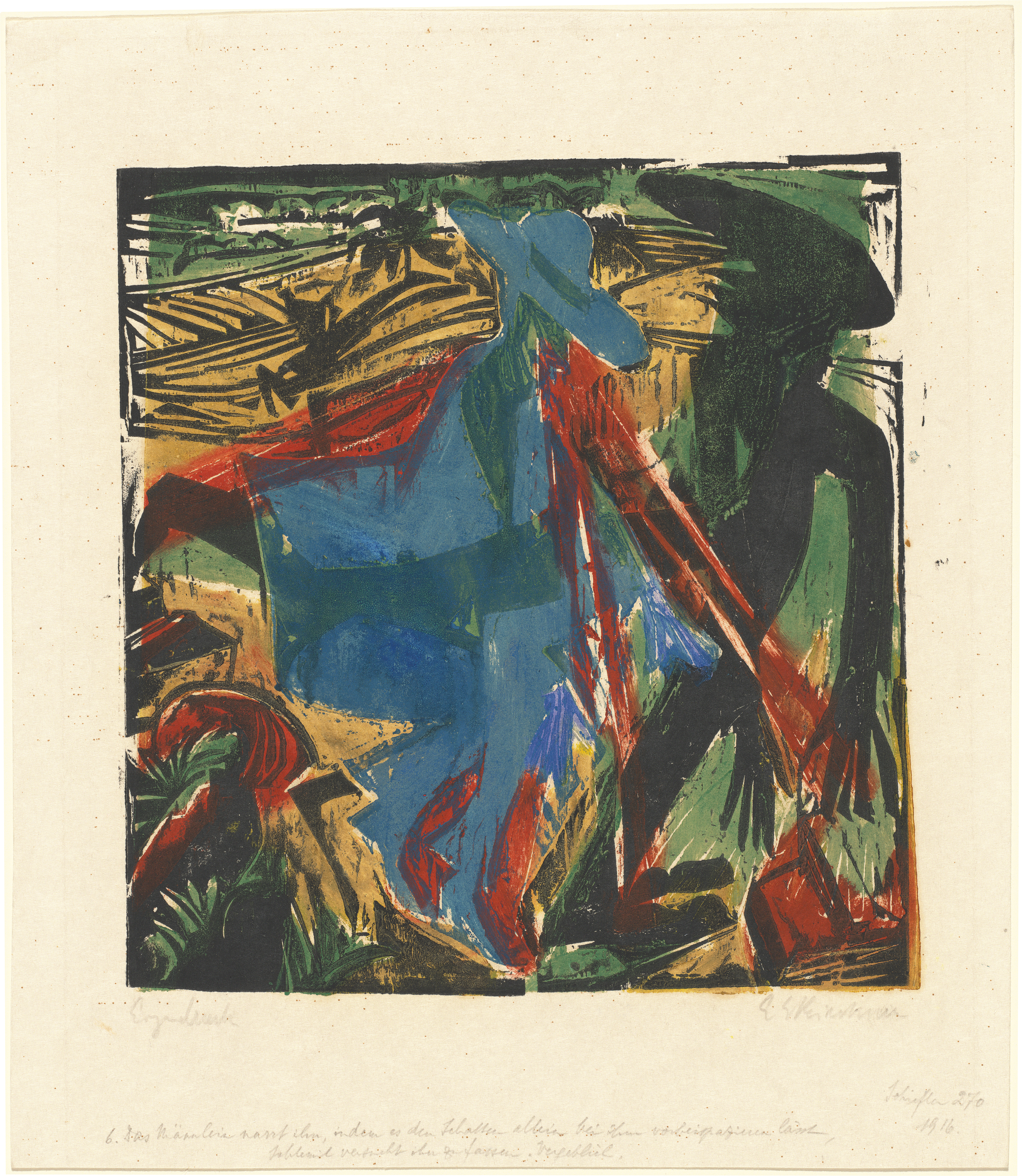
Illustration: Schlemihls Begegnung mit dem Schatten von Ernst Ludwig Kirchner (1880–1938)

Das episodenreiche, episch sehr breite Werk mit häufigen Zeitsprüngen, einer Fülle skurriler, teilweise schauriger Begebenheiten und einem schwer überschaubaren Figurenarsenal, rankt um die locker miteinander verwobenen Geschichten zweier gegensätzlicher Figuren, des Schlemihls und Picaros Benny Profane, der sich durch das New York der 1950er Jahre treiben lässt, einerseits und des Historikers Herbert Stencil andererseits, der obsessiv V. sucht.
Der Titel V. bezieht sich auf eine Initiale, die in den Tagebüchern von Stencils verstorbenem Vater auftaucht. Stencil vermutet, dass sich dahinter seine Mutter verbergen könne. Auf seiner Suche nach V. verfolgt er zunehmend abwegigere Hinweise, in denen immer wieder der Buchstabe „V“ an unterschiedlichen geografischen Plätzen und zu unterschiedlichen historisch bedeutsamen Zeitpunkten auftaucht.

## Inhalt
Überhäuft mit einer schier unerschöpflichen Vielfalt von eingebrachten Ereignissen stellt Pynchons Roman im episodischen Wechsel der Kapitel alternierend das Geschehen um Profane und Stencil dar. Stencils Vater, der im Dienst des britischen Foreign Office stand, war 1919 auf einer geheimnisvollen Mission auf Malta ums Leben gekommen und hatte Aufzeichnungen über eine Person hinterlassen, die er nur als V. bezeichnete. Für seinen Sohn, der nun versucht, V. zu identifizieren, wird das Bemühen um die Aufklärung der Identität und des Hintergrundes dieser Person zu einem Prozess der eigenen Identitätsfindung.
Der Chronologie nach, die im Roman selber indes durch eine anachronologische Form der Darbietung aufgebrochen wird, erscheint V. Stencil zuerst 1893 in Kairo als Victoria Wren, die in die Faschoda-Krise verwickelt war. Ein Jahr später taucht Victoria Wren in Florenz auf und wird mit einem Versuch in Verbindung gebracht, Botticellis Venus aus den Uffizien zu stehlen; außerdem steht sie anscheinend in einem Zusammenhang mit dem Anschlag eines argentinischen Gauchos auf das venezolanische Konsulat.
Kurz vor Ausbruch des Ersten Weltkriegs verliebt sich – Stencils Recherchen zufolge – eine nur als V. bezeichnete Inhaberin eines Pariser Modesalons in eine fünfzehnjährige Primaballerina, die auf masochistische Weise bei der Inszenierung eines „Jungfrauenopfers“ während einer Premiere umkommt (Pynchon spielt hier auf Igor Strawinskys Ballett Le sacre du printemps an, das 1913 in Paris uraufgeführt wurde). 1919 ist eine gewisse Veronica Manganese in die Unruhen anlässlich des Unabhängigkeitskampfes Maltas verwickelt. Stencils Vater verließ Malta nach einem Kontakt mit V., der er zuerst in Florenz begegnet war, und verschwand anschließend mit seinem Boot im Mittelmeer. 1922 identifiziert Herbert Stencil dann V. als Vera Merowing, die während eines Aufenthaltes als Gast auf einer Farm in der ehemaligen deutschen Kolonie Südwestafrika die grausame Unterdrückung eines Eingeborenenaufstandes miterlebt. Anscheinend ist V. schließlich, als „Bad Priest“ (dt. „Böser Priester“) verkleidet, bei einem Bombenangriff 1942 auf Malta getötet worden. Allerdings gibt es in dem Roman auch Hinweise darauf, dass V. eine Ratte namens Veronica sein könnte, die ein Priester im New Yorker Kanalsystem zu bekehren versucht. Möglicherweise verweist V. aber auch auf „Vheissu“, ein mysteriöses Land, das als „Vaterland der Verheißung“ eventuell eine Verschwörung gegen den Rest der Welt plant. Trotz der unzähligen Orts- und Personennamen mit dem Anfangsbuchstaben „V“ kann Stencil, verwirrt durch die zahllosen Hinweise, letztendlich nicht klären, wer oder was sich hinter dieser Initiale verbirgt. In gleichsam faustischer Verzweiflung kommt ihm schließlich der Verdacht, V. sei vielleicht gar nichts anderes als einzig das sich wiederholende Auftauchen eines bloßen Buchstabens.
Parallel dazu wird in loser Verbindung die Geschichte Benny Profanes erzählt. Nach seiner eigenen Definition ein moderner Schlemihl, lässt er sich treiben und ist nicht bereit, sich in irgendeiner Form zu binden. Ihm widerfahren eine Reihe unglaublicher Abenteuer, die er jedoch alle mit Gelassenheit hinnimmt. Zwar lässt er sich immer wieder von anderen benutzen, lässt sich aber ebenso von ihnen aushalten. Am Schluss fragt ihn eine amerikanische College-Studentin auf Europatour, die er auf Malta trifft und die ihn wegen seiner Abenteuer bewundert, ob er aus seinen Erfahrungen etwas gelernt habe. Ohne lange nachdenken zu müssen, erwidert Profane, dass er, aus dem Stegreif heraus gesprochen, nicht das Geringste gelernt habe („… offhand I‘d say I haven‘t learned a godamn thing“, S. 454).
Die Geschichte Profanes, eines ehemaligen Angehörigen der United States Navy, nimmt ihren Anfang mit einem Besuch bei einem früheren Marinekameraden in Norfolk, Virginia. Hier trifft Profane auf Paola, die Tochter Fausto Maijstrals, der selber der Sohn eines Maijstrals ist, dem der Vater Stencils schon 1919 auf Malta begegnet war. Profane bewahrt Paola vor den Zudringlichkeiten eines anderen ehemaligen Marines und begibt sich anschließend mit ihr nach New York, wo er sich in verschiedenen, nur lose miteinander verbundenen Kreisen bewegt. Der wichtigste dieser Kreise, die sogenannte „Whole Sick Crew“ (deutsch: „die ganze kaputte Bande“), besteht aus Künstlern, Kritikern und anderen, die ihr Leben überwiegend mit Trinkorgien, Herumhurerei und belanglosen Konversationen verbringen. Ihr hauptsächlicher Zeitvertreib ist das „Yoyoing“, d. h. das Hin- und Herfahren, was Profane seinerseits als einen „state of mind“ (dt. „Geisteszustand“) umschreibt. Das Jo-Jo, das sich um sich selbst dreht und sich auf und ab bewegt, steht als Zeichen dafür, dass die Mitglieder der „Kaputten Bande“ sich mit der Sinn- und Bedeutungslosigkeit ihres Lebens abgefunden haben. Allerdings werden die Angehörigen dieser Bande zugleich verdächtigt, mit ihrer Spielzeugwarenfabrik Voyodyne für die Herstellung von Jo-Jos, die sich zu einem Konzern für Raumfahrtausrüstung entwickelt hat, im Verborgenen die Fäden der Weltpolitik und Weltgeschehens in ihren Händen zu halten.

## Interpretationsansätze
Der erste Roman Pynchons ist durch ein wesentliches Element geprägt, das auch seine späteren Romane bestimmt: die Paranoia. Die Protagonisten und Charaktere in V., die sich in ihren Welten verloren fühlen, versuchen obsessiv Zusammenhänge aufzuspüren und zu erkennen, um ihnen Sinn abzugewinnen. Die fiktive Realität des Romans erschließt sich dementsprechend für die Leser aus der paranoiden Sicht der Figuren, sodass der Leser ständig in Gefahr gerät, in deren Zwangsvorstellungen hineingezogen zu werden und sich in der Sinndeutung des Romans auf eine Bedeutung festzulegen, die aber nur als eine von jeweils mehreren Möglichkeiten zu verstehen ist. Um ein Bild dieser Möglichkeiten zu erhalten, ist es in der Interpretation des Romans jedoch unumgänglich, sich grundsätzlich auf das Spiel mit den verschiedenen angebotenen Bedeutungen einzulassen.
Die einzelnen, zumeist nur lose verknüpften Episoden werden von Pynchon auf unterschiedliche Weise und aus verschiedenen Perspektiven dargeboten, wobei die Perspektive Stencils dominiert. Stencil wird jedoch vom Autor als völlig unzuverlässige Erzählerfigur gekennzeichnet; wie bereits sein Name andeutet („stencil“, dt. „Schablone“) präsentiert er die Tatsachen, die er in Erfahrung bringt, gleichsam in schablonenhafter Form („stencilised“) und gibt teilweise nur wieder, was andere ihm erzählen. So werden die Geschehnisse um die Faschodakrise beispielsweise – als von Stencil in Erfahrung gebrachte – Schilderung aus der Perspektive von Personen wiedergegeben, die von den Ereignissen nicht oder allenfalls am Rande berührt sind. Das Geschehen aus der Zeit des Herero-Aufstands wird gleichermaßen durch den Bericht eines deutschen Soldaten als bloßer Fiebertraum dargeboten. 
Pynchon warnt auf diese Weise mit Hilfe unterschiedlicher Signale seine Leser davor, das Erzählte für bare Münze zu nehmen und charakterisiert damit die Bestimmung der Wirklichkeit als prinzipiell problematisch. Stencils Recherchen werden so zu einer Obsession, in der er versucht, sämtliche Ereignisse und Erscheinungen der Realität als Glieder einer Kette zu deuten, die die Geschichte V.s ausmachen soll. Derart wird V. aus Stencils Sicht schließlich sogar zur Ratte Veronica in den Abwasserkanälen Manhattans. Angeblich verließ ein Jesuitenpater einst seine Gemeinde, um die Ratten zu bekehren; dabei soll er sich in besonderer Weise einer von ihm auf den Namen Veronica getaufte Ratte zugewandt haben. Im Epilog des Romans wird dargelegt, dass es sich dabei um eben jenen Pater handelt, der schon 1919 Veronica Manganese auf Malta begegnet war. Diese groteske Identifizierung V.s dokumentiert ihrerseits wiederum nur die Vergeblichkeit aller Versuche Stencils, die Wirklichkeit und darüber hinaus sich selbst anhand von vermeintlichen Fakten zu begreifen, die er glaubt aus der Vergangenheit erschließen zu können.
Stencil spricht zudem von sich stets in der dritten Person; in dieser Form der Selbstdistanzierung bzw. Selbstobjektivierung sieht er sich allerdings nicht in der Lage, seine eigene Identität zu bestimmen. Er fürchtet sich darüber hinaus auch davor, eine solche tatsächlich ergründen zu können. Als er von dem äußerst wahrscheinlich erscheinenden Tod V.s erfährt, greift er zu einer Ausrede, um seine Suche nicht aufgeben zu müssen, und nimmt selbst mehr als fadenscheinige Hinweise auf noch ungeklärte Aspekte zum Anlass für eine Fortsetzung seiner Recherchen. Stencils Identität existiert auf gewisse Weise allein in der Suche nach ihr. Diese Suche stellt jedoch eine Addition von Einzelheiten dar, die nur in einer paranoiden Sichtweise als zusammenhängende Glieder einer Kette begriffen werden können. Dies beinhaltet zugleich ein Paradoxon: Die Paranoia bestimmt sich gerade dadurch, dass sie Unzusammenhängendes fälschlicherweise als zusammenhängend betrachtet; das Paradoxon löst sich seinerseits nur unter der Voraussetzung einer Absurdität auf, in der die Paranoia dann „zum Normalverhalten des Menschen schlechthin“ wird.
Trotz der verschiedenen Textsignale des Autors für die Unzuverlässigkeit der Aussagen des Erzählers regt dessen außergewöhnlich bildhafte Erzählweise dazu an, nach Bedeutungen zu suchen, die über Stencils eigene Interpretation hinausgehen. So wird in einem anderen Interpretationsansatz beispielsweise die Entwicklung bedeutsam, die V. im Verlauf des Romans durchmacht. Zunächst als eine liebende Frau dargestellt, wird V. im Weiteren zur Hure, zur Lesbe sowie schließlich zum Transvestiten und nimmt in dieser Entwicklung zunehmend faschistoide Züge an. So soll sie in Malta mit Benito Mussolini befreundet gewesen sein; außerdem gehörte ihr Begleiter in Südwestafrika zu den frühen Anhängern Hitlers. Auf diese Weise ist ihre Entwicklung durch eine wachsende „Entmenschlichung und Materialisierung“ geprägt. Ihre letzte Erscheinungsform als „Bad Priest“ wird von Kindern, die die Leiche finden, sozusagen „demontiert“. Die von einem eingestürzten Balken festgeklemmte Leiche ist aus lauter künstlichen Teilen zusammengesetzt, wie beispielsweise einem Glasauge mit einer eingebauten Uhr, einem in den Nabel eingenähten Saphir oder Füßen aus Metall.
Einerseits lässt sich diese Entwicklungskette anscheinend als Prozess einer Dehumanisierung begreifen, andererseits verweisen jedoch andere Bilder, die zur Charakterisierung genutzt werden, auf Erscheinungsformen Astartes hin, der Venus bzw. Weißen Göttin oder Fruchtbarkeitsgöttin schlechthin. Diese Bildreihe ließe sich ihrerseits wiederum ebenso unter dem Gesichtspunkt der Entmenschlichung fassen, unter der Voraussetzung, dass das Weibliche als Antriebskraft der abendländischen Geschichte im Sinne von Henry Adams’ The Virgin and the Dynamo begriffen wird, die sich ebenfalls völlig materialisiert zu Beginn unseres Jahrhunderts verbreitet. In einer solchen Deutungsweise wäre V. dementsprechend eine „Entmythologisierung“ des von Isolde über Goethes Gretchen bis in die Gegenwart tradierten „Mutter- und Frauenbildes der westlichen Welt“.
Der gegenüber Pynchon in der Kritik wiederholt geäußerte Vorwurf einer nihilistischen Kernaussage von V. kann wiederum durch den Verweis auf die zahlreichen gnostischen Elemente des Romans entkräftet werden, die vor allem in der Gestalt des Parakleten enthalten sind. So steht die Figur des Fausto Maijstral im Zeichen des Heiligen Geistes; Fausto wird nach dem Tod seiner Frau und dem Zusammentreffen mit dem sterbenden Bad Priest während eines Bombenangriffes als neuer Mensch wiedergeboren; seine Tochter Paola kehrt nach ihren Abenteuern, die verschiedene Ähnlichkeiten zu der Geschichte V.s aufweisen, schließlich zu ihrem Mann zurück, den sie zuvor verlassen hatte. Sie schenkt ihm den elfenbeinernen Kamm, den ursprünglich Veronic Wren auf einem Bazar in Kairo erworben hatte. Auf dem Rücken dieses Kammes sind von den Mahdis gekreuzigte britische Soldaten eingeschnitzt. Dementsprechend ließen sich sowohl Faustos Schicksal als auch das seiner Tochter symbolisch als Wiedergeburt „jenseits einer der Materialisierung … verfallenen Welt“ deuten.
Ohne zuverlässigen Erzähler bleibt allerdings eine solche Deutungsperspektive ebenso fragwürdig wie alternative Interpretationsansätze. Faustos Autobiografie, die er zu schreiben gedenkt, bleibt ebenso ein Fragment, wie die „Erlösung“ aus der materiellen Welt nur eine bloße Andeutung ist.
In Profanes Welt taucht der afroamerikanische Altsaxophonist McClintic Sphere auf, der – vom Musizieren erschöpft – zu seiner Entspannung ein Bordell in Harlem aufsucht. Hinter seinem Mädchen Ruby verbirgt sich allerdings wiederum Paola. Anders als Profane genügt es Spiker nicht, der Welt gelassen zu begegnen; für ihn läuft das Leben in dem Rhythmus von „Flip und Flap“ ab; der Aufregung des Krieges, dem Flip, folgt sodann die Gleichgültigkeit, der Flap. Um weiter leben zu können, bedarf es jedoch immer wieder des Flips, etwa in Form der Begegnung mit Paola.
Ähnlich wie durch Maijstral und Paola wird damit eine Alternative für die Einstellung und das Verhalten Profanes angedeutet. Profane findet sich damit ab, mit dem Chaos leben zu müssen, und gibt sich mit seiner Gelassenheit zufrieden. Indem er allerdings versucht, die Daten, die er in Erfahrung bringt, miteinander zu verbinden, um so einen Sinn zu finden, wird alles mit allem identisch und verliert auf diese Weise seine ursprüngliche Eigenidentität.
Es ist wiederum Stencil, der im Roman als Erzähler die Möglichkeiten von Zusammenhängen überprüft. Wenngleich diese Zusammenhänge aus seiner Perspektive die charakteristischen Merkmale seiner Obsession spiegeln, gewinnen sie dennoch eine gewisse bildhafte Bedeutung. Außerhalb eines solchen, wenngleich zumindest teilweise irreführenden Zusammenhangs bleibt das Romangeschehen gleichsam eine Art Kabbala, in der jeder Leser individuell seine eigene Bedeutung finden muss. In Pynchons Roman, der im Text selber auf die Kabbala anspielt, wird den Lesern und Interpreten letztlich nur ein „Arsenal von Bedeutungsmöglichkeiten zur Verfügung gestellt, das sich der völligen Entschlüsselung immer wieder entziehen wird.“ Wie auch in den nachfolgenden Romanen Pynchons bleibt am Ende offen, ob die abgebildete (Fiktions-)Welt unter Paranoia leidet, oder aber ob derjenige unter Paranoia leidet, der sie darstellen oder entschlüsseln will.
Ein ähnliches Paradoxon zeigt sich schließlich auch in den Passagen des Romans, die als Pornografie eingestuft werden könnten. In dem oben aufgezeigten möglichen Deutungszusammenhang wäre die Pornografie selbst in ihrer Bedeutung eindeutig als Entmenschlichung festgelegt; auf diese Weise würde der Roman, der die Dehumanisierung der Welt darstellen will, seinerseits als pornografische Literatur wiederum paradoxerweise zum Produkt ebendieser entmenschlichten Welt.

## Rezeption
In einer Buchkritik nach der Erstveröffentlichung von V. rühmte die New York Times 1963 die „kraftvolle und einfallsreiche Erzählweise“ („vigorous and imaginative style“), den „deftigen Humor“ („robust humor“) sowie das riesige Reservoir an Informationen („tremendous reservoir of information“) in diesem Debütroman Pynchons und lobte dessen Verfasser als „erstaunlich vielversprechenden jungen Autor“ („a young writer of staggering promise“) mit „beachtlichen Fähigkeiten“ („remarkable ability“).
Der Spiegel schrieb 1968 anlässlich des Erscheinens der deutschen Erstausgabe des Romans in seiner Kritik, die Jagd nach V. führe „durch einen genialisch verschlungenen Episoden-Wirrwarr, der leicht für zehn Romane Stoff geboten hätte“. Weiterhin heißt es lobend, Pynchon präsentiere in V. „seinen monströsen, vielleicht allegorischen Zivilisationsalptraum“, der „kunstvoll zugerichtet“ sei.
Anlässlich des 50. Jahrestags der amerikanischen Erstausgabe von V. bezeichnete der New Yorker 2013 in einer neuerlichen Rezension von Pynchons Roman den Protagonisten Stencil als den „klassischen Desperado“ der amerikanischen Literatur, der – vergleichbar mit der Titelfigur in F. Scott Fitzgeralds The Great Gatsby oder der zentralen Gestalt des Kapitän Ahab in Melvilles Moby-Dick – sich in der Welt unbehaglich fühle, daran jedoch nichts ändern könne („… a classic desparado of American fiction, on the order of Gatsby and Ahab, all three uneasy in the world, all three unable to do a thing about it“).
Der renommierte Amerikanist Hubert Zapf sieht in den beiden Protagonisten Benny Profane und Herbert Stencil zwei Figuren, „deren Einstellung und Motivation die postmoderne Situation exemplifizieren“. Profane erinnere „als typischer Repräsentant eines willenlosen, von äußeren Mächten getriebenen Menschen im New York der 50er Jahre … an Lebensformen der Beat Generation“, während Stencil „von seiner historischen Leidenschaft besessen“ sei, „das Tagebuch seines Vaters … zu entschlüsseln“, was ihn aber vor unlösbare Probleme stelle. Ebenso wie Profane den Leser „durch die Straßen und das Untergrundsystem von New York“ leite, „so folge der Leser Stencil auf seiner weltweiten Tour“. Der Roman generiere im Verlauf der Erzählung „immer mehr Bedeutungsangebote“, die dargestellte Geschichte und damit Pynchons Roman entziehe sich jedoch letztlich „einer unzweifelhaften Deutung“.
Der Roman gilt als ein wichtiges Werk der postmodernen Slipstream-Literatur.

## Ausgaben
Die amerikanische Erstausgabe von V. wurde 1963 im Verlag J. B. Lippincott & Co., Philadelphia, veröffentlicht. Im selben Jahr erschien kurz danach auch eine britische Ausgabe im Jonathan Cape-Verlag, London.
Nach dem Druck der Erstauflage hat Pynchon noch verschiedene Veränderungen am Manuskript vorgenommen, die jedoch nur in den britischen Ausgaben beispielsweise im Jonathan Cape-Verlag bzw. in der Taschenbuchausgabe als lizenzierter Auflage im Penguin Verlag berücksichtigt wurden. Die neueren amerikanischen Ausgaben, unter anderem auch als E-Book 2012, enthalten dagegen die ursprünglich abgedruckte Version des Romans, die aufgrund der späteren Modifikationen Pynchons allerdings nicht mehr im eigentlichen Sinne als vom Autor autorisierte Fassung gelten kann.
Die deutsche Erstausgabe erschien 1968 unter dem gleichnamigen Titel in der Übersetzung von Dietrich Stössel im Rauch Verlag, Düsseldorf. Spätere Ausgaben wurden in mehreren Auflagen unter demselben Titel in der Übersetzung von Dietrich Stössel und Wulf Teichmann im Rowohlt Verlag, Reinbek bei Hamburg 1976, ISBN 3-499-25074-8 zusammen mit einem Nachwort von Elfriede Jelinek publiziert. 1987 wurde auch im (Ost-)Berliner Verlag Volk und Welt eine Lizenzausgabe für die damalige DDR veröffentlicht (ISBN 3-353-00216-2). 1990 erschien allein das 9. Kapitel (Mondaugen's Story) unter dem Titel Kurt Mondaugen erlebt in Foppls Landhaus einen Aufstand der Eingeborenen im 23. Band der von Wolfgang Jeschke im Heyne Verlag herausgegebenen Anthologie Internationale Science Fiction Stories (ISFS).

## Sekundärliteratur
- Franz Link: „V., 1963“. In: Franz Link: Amerikanische Erzähler seit 1950 · Themen · Inhalte · Formen. Schöningh, Paderborn 1993, ISBN 3-506-70822-8, S. 339–343.